# Соколово-Балківська сільська рада
Соколово-Балківська сільська рада — колишній орган місцевого самоврядування у Новосанжарському районі Полтавської області з центром у c. Соколова Балка.

## Населені пункти
Сільраді були підпорядковані населені пункти:
- c. Соколова Балка
- с. Андріївка
- с. Світлівщина